# Rutki Stare
Rutki Stare – wieś w Polsce położona w województwie podlaskim, w powiecie augustowskim, w gminie Augustów.
W okresie międzywojennym stacjonowała tu placówka Straży Celnej „Rutki Stare”.
W latach 1975–1998 miejscowość administracyjnie należała do województwa suwalskiego.